# Kellnersville
Kellnersville – wieś w Stanach Zjednoczonych, w stanie Wisconsin, w hrabstwie Manitowoc.